# Svanatjärnen (Stuguns socken, Jämtland)
Svanatjärnen är en sjö i Ragunda kommun i Jämtland och ingår i Indalsälvens huvudavrinningsområde.